# Dokus Dagelet
Dokus Dagelet (Países Baixos, 1973) é uma atriz, produtora, editora, professora e empresária neerlandesa.

## Vida pessoal
Vindo de uma família de artistas, ela é filha do ator Hans Dagelet. Ela é a irmã da atriz e apresentadora Tatum Dagelet e meia-irmã da atriz Charlie Chan Dagelet e dos atores Mingus Dagelet e Monk Dagelet. Formada em Cinema e Ciências da Televisão e trabalhou como editor e produtor de vários programas de televisão. Após correr a maratona de Nova Iorque em 2006, criou o Dagelet Sport, e começou a ministrar palestras e workshops na área esportiva.

## Filmografia
| Ano  | Tipo               | Título                  | Papel           |
| ---- | ------------------ | ----------------------- | --------------- |
| 1991 | Filme              | Een dubbeltje te weinig | Ankie           |
| 1990 | Curta              | Hoogvlieger             | Irmã            |
| 1983 | Série de televisão | Mensen zoals jij en ik  | Linda Oosterhof |